# آن إم. فودغ
آن إم. فودغ (بالإنجليزية: Ann M. Fudge)‏ هي سيدة أعمال أمريكية، ولدت في 23 أبريل 1951 في واشنطن العاصمة في الولايات المتحدة.

## وصلات خارجية
- آن إم. فودغ على موقع الموسوعة البريطانية (الإنجليزية)
- آن إم. فودغ على موقع إن إن دي بي (الإنجليزية)